# Federico Guillermo de Sajonia-Meiningen
El duque Federico Guillermo de Sajonia-Meiningen (Ichtershausen, 16 de febrero de 1679 - Meiningen, 10 de marzo de 1746), fue un duque de Sajonia-Meiningen.

## Biografía
Era el quinto hijo del Duque Bernardo I de Sajonia-Meiningen y su primera esposa, María Eduviges de Hesse-Darmstadt.
Cuando su padre murió en 1706, de acuerdo con su deseo testamentario, heredó el ducado de Sajonia-Meiningen conjuntamente con su pleno hermano Ernesto Luis I y su hermanastro Antonio Ulrico.
Sin embargo, poco después, Ernesto Luis firmó un contrato entre él y sus hermanos, que obligaba a los hermanos a dejar en sus manos el pleno control del ducado.
Cuando Ernesto Luis murió (1724), Federico Guillermo y Antonio Ulrico tomaron otra vez el gobierno del ducado como custodios de sus sobrinos hasta 1733.
Tras la muerte de su sobrino, Carlos Federico (1743), heredó el ducado de Sajonia-Meiningen.
Federico Guillermo nunca contrajo matrimonio y murió después de solo tres años de reinado. Fue sucedido por su medio-hermano más joven, Antonio Ulrico.

## Ancestros
| Predecesor: Carlos Federico | Duque de Sajonia-Meiningen 1743-1746 | Sucesor: Antonio Ulrico |